# Красные тори
Кра́сный то́ри (англ. Red Tory) — последователь направления в политической философии и традиции, известных как сострадательный консерватизм. Распространенное в Канаде, это направление сходно с традицией высокого торизма в Великобритании. Красные тори находятся в оппозиции идеологии синих тори. В Канаде красный торизм находит своё воплощение в провинциальных и федеральных консервативных партиях. История красных тори во многом определяет разницу в развитии политической культуры в Канаде и в Соединенных Штатах. Канадский консерватизм и консерватизм американский отличаются друг от друга в фундаментальных вопросах.
Термин «красный тори» был относительно недавно возрожден такими мыслителями, как британский философ Филлип Блонд, директор аналитического центра ResPublica, с целью продвижения радикального коммунитарного традиционалистского консерватизма. Эта идеология находится в непримиримой оппозиции как идее государства всеобщего благосостояния, так и рыночным монополиям. Напротив, красные тори выступают за традиционные ценности и институты, локализм, субсидиарность, малый бизнес, деятельность, основанную на принципе добровольности, усиление социальных предприятий, благотворительных учреждений и прочих элементов гражданского общества, способных разрешить такие проблемы, как, например, бедность.

## Философия
Исторически канадский консерватизм восходит к тористской традиции. Его основной заботой было поддержание баланса между правами индивида и коллективизмом. Основным средством поддержания этого баланса являлись традиционные, до-индустриальные этические стандарты, которые никогда не были столь очевидными в американском консерватизме.
Красный торизм восходит, в основном, к традиции высокого торизма и империалистской традиции, согласно которым неравное распределение богатства и политических привилегий среди социальных классов и групп может быть оправданным, если представители привилегированных классов и групп придерживаются лозунга noblesse oblige и вносят свой вклад в создание общего блага. Красные тори поддерживали традиционные религиозные и политические институты (монархию), а также идею сохранения социального порядка. Позднее, эта их позиция проявилась в поддержке красными тори некоторых аспектов идеологии государства всеобщего благоденствия. Эта вера в общее благо, как объясняют Колин Кэмпбелл и Уильям Кристиан в их книге Political Parties and Ideologies in Canada (Политические партии и идеологии в Канаде), является одним из базовых принципов красного торизма.

## История
В отличие от США, где классовое деление рассматривается в качестве недемократичного (хотя и существующего до сих пор), канадские тори заняли более патерналистскую позицию в отношении власти. Монархия, общественный порядок и «хорошее правительство» (good government), понимаемое как приверженность общественному благу, предшествовали, смягчали и уравновешивали бескомпромиссную веру в права личности и свободу.
Данный тип канадского консерватизма восходит, в основном, к традиции торизма, порожденной английскими консервативными мыслителями и государственными деятелями, как Ричард Хукер, 7-й граф Шефтсбери и Бенджамин Дизраэли. Первостепенное влияние на канадский торизм в викторианскую эпоху оказал консерватизм «одной нации» Бенджамина Дизраэли, а также радикальный торизм, за который выступал лорд Рэндольф Черчилль. Неотъемлемыми для традиции торизма являются идеал Noblesse oblige и консервативный коммунитаризм.
В викторианскую эпоху эти неотъемлемые элементы были основными чертами консервативной мысли в Британской империи и нашли много сторонников в тористской фракции сэра Джона Макдональда, возглавлявшего консервативное коалиционное правительство Канады. Следует признать, что тористская традиция коммунитаризма и коллективизма существовала в североамериканских британских колониях со времен исхода лоялистов между 1776 и 1796 гг. Это один из пунктов расхождения между консервативными политическими культурами Канады и Соединённых Штатов.
Эксплицинтная концепция «красного» торизма была разработана Гадом Горовицем в 1960-х годах. Горовиц утверждал, что в Канаде идеология тори значительно распространена. Это видение противопоставляло Канаду Соединённым Штатам, в которых недостаёт подобной коллективистской традиции, искоренённой в американской политической культуре после американской революции и массового переселения «верных подданных единой империи». Горовиц утверджал, что сильное канадское социалистическое движение выросло из торизма: это, по его мнению, объясняет, почему социализм никогда не имел большого успеха среди избирателей в Соединённых Штатах. Это также означало, что канадская концепция свободы является более коллективистской и коммунитаристской, а также может быть рассмотрена как преемница Английской традиции, а не американских практик и теорий.
Горовиц идентифицировал Джорджа Гранта и Юджина Форси в качестве представителей этого направления мысли, в рамках которого Христианству отводилась центральная роль в общественных делах и активно критиковались капитализм и бизнес-элиты. Форси стал членом Кооперативной федерации Содружества наций (Co-operative Commonwealth Federation, CCF), а Грант остался консерватором, хотя он и испытывал презрение к подвижкам в общей партийной политике в сторону либеральной экономики и континентализму. Когда в 1963 году правительство Джон Дифенбейкер пало, в основном из-за полемики вокруг развертывания баз «Бомарк» в Канаде, Грант написал «Плач по нации: падение канадского национализма» (Lament for a Nation: The Defeat of Canadian Nationalism) — книгу о природе канадского суверенитета и независимости, которая станет «путеводной звездой» красных тори. Грант определил существенную разницу между созданием канадской и американской нации следующим образом: «Канада была основана на правах нации и на правах личности». Это определение указывает на двойственную природу канадской нации: англоязычную, с одной стороны, и франкофонную, с другой.
Прилагательное «красный» указывает на «левые» аспекты природы красного торизма, так как социалистические партии традиционно использовали красный цвет. В сегодняшней Канаде, однако, красный обычно ассоциируется с центристской Либеральной партией. Понятие «красный торизм» отражает широкую идеологическую палитру канадского консерватизма.

## Доминирование в канадской политике
По отношению ко многим лидерам Прогрессивно-консервативной партии Канады, включая сэра Джона Макдональда, сэра Роберта Бордена, Джона Дифенбейкера, Роберта Стэнфилда и Джо Кларка, применялся лейбл «красный тори». Многие «красные тори» были влиятельными членами кабинета министров и мыслителями, включая Дэйви Фултона, Далтона Кэмпа и Джона Фартинга.
Главным бастионом красного торизма были Онтарио, Атлантические провинции и города провинции Манитоба: в этих районах провинциальная политика находилась под контролем красных тори. Прогрессивно-консервативная партия Онтарио, которая была у власти в данной провинции большую часть времени со времен Конфедерации, часто именовалась как «Красный тори», особенно в период лидерства в партии Билла Дэвиса с 1971 по 1985 гг.
Во всех Атлантических провинциях традиционно красные тори являются доминирующей политической силой в провинциальных прогрессивно-консервативных партиях ввиду их поддержки государства всеобщего благоденствия.

## Упадок
Доминирование красного торизма можно рассматривать в качестве международного послевоенного консенсуса, в рамках которого концепция государства всеобщего благоденствия была принята большинством партий западного мира. В конце 1970-х и в 1980-х гг. федеральная Прогрессивно-консервативная партия, ведомая Робертом Стэнфилдом и Джо Кларком, пережила ряд поражений на выборах. Внутри партии началась активная кампания за новые подходы в политике. Лидерство Джо Кларка было успешно оспорено на Конвенции Прогрессивно-консервативной партии 1983 года, когда члены партии поддержали кандидатуру Брайана Малруни, выступившего против идеи свободной торговли с Соединенными Штатами, предложенной другим правым кандидатом, Джоном Кросби. Несмотря на это, готовность, с которой правительство Малруни приняло доводы Комиссии Макдональда в пользу двухсторонней свободной торговли, демонстрирует резкий дрейф в сторону либертарианской экономической политики, сравнимой с политикой таких современников Малруни, как Маргарет Тэтчер и Рональд Рейган.
После Малруни канадское консервативное движение пережило серьезный раскол в период федеральных выборов 1993 года, приведший к дроблению консервативного электората между Прогрессивно-консервативной и Реформистской партиями. Представители традиции красных тори остались верными прогрессивным консерваторам; многие синие тори примкнули к социал-консерваторам в Реформистской партии. Движение за объединение правых имело скромный успех в 1990-х и, особенно, в начале 2000-х гг. Создание Канадского альянса в 2000 году привлекло лишь малое число прогрессивных консерваторов и не смогло найти поддержки среди красных тори.

## Слияние федеральных партий
После победы в гонке за лидерство на партийной конвенции Прогрессивно-консервативной партии Канады 2003 года, Питер Маккей, нарушив неформальное соглашение с противостоявшим ему кандидатом, Дэвидом Орчардом, пошел на объединение своей тористской партии с «Альянсом» Стивена Харпера. Это объединение привело к созданию нынешней федеральной Консервативной партии Канады.
После создания новой партии, перед ней встал серьезный вопрос о дальнейших действиях красных тори. Многие из последних покинули партию: одни оставили политику вообще, другие — присоединились к Либеральной партии. Некоторые члены парламента, такие как Джо Кларк и Скотт Брайсон, не присоединились к новой партии: так, например, Кларк оставался членом 37-го канадского парламента от Прогрессивно-консервативной партии до 2004 года, когда прошли новые выборы.
В прошлом премьер-министр, Кларк оказал Либеральной партии холодную поддержку на выборах 2004 года, назвав главу партии Пола Мартина «чертом, которого мы знаем».
Помимо этого, трое из двадцати шести сенаторов (Ловелл Мюррей, Норман Аткинс, Уильям Дуди) отвергли членство в новой партии и остались прогрессивно-консервативными сенаторами. Аткинс остается верным союзником Прогрессивно-консервативной партии Онтарио. Мюррей, представляющий Атлантическую Канаду, выступил против слияния федеральной Прогрессивно-консервативной партии с «Канадским Альянсом». Однако большинство сенаторов, включая известную Марджори ЛеБретон, поддержали слияние и оказывали ей заметную поддержку между выборами и во время оных.
Элэйн МакКой и Нэнси Рут были назначены сенаторами лидером Либеральной партии, премьер-министром Полом Мартином, и приняли решение называть себя прогрессивными консерваторами. Рут присоединилась к Консервативной партии в 2006 году.
Несмотря на слияние, некоторые члены Прогрессивно-консервативной партии продолжают идентифицировать себя в качестве красных тори: среди них известный политтехнолог и сенатор Хью Сигал, который продолжал называть себя красным тори в 2013 году, что породило в целом ряде случаев определенные противоречия между ним и канадским правительством.
Более 200 членом прогрессивных консерваторов попытались перерегистрировать Прогрессивно-консервативную партию Канады, однако агентство «Elections Canada» отказало в перерегистрации партии с таким названием. Однако 26 марта 2004 года последнее все же зарегистрировало Прогрессивную канадскую партию (Progressive Canadian Party).

## Изменения в определении
В настоящее время термин «красный тори» часто используется для обозначения представителей умеренных взглядов в консервативном движении, особенно тех из них, кто отрицает или не полностью принимает социальный консерватизм, а не для идентификации тех, кто принадлежит к традиции Джорджа Гранта, Далтона Кэмпа или Роберта Стэнфилда.
Например, во время выборов лидера Консервативной партии Канады в 2014 году, «красным тори» часто называли Тони Клемента, несмотря на то, что он выступал за приватизацию, снижение налогов, сокращение расходов на социальное и экономическое развитие и свободную торговлю с США. Канадские красные тори отвергают большинство, если не все эти предложения.
С недавнего времени термин «красные тори» все чаще употребляется с идеями британского философа Филлипа Блонда, активно критикующего то, что он называет государством всеобщего благоденствия и рыночным государством. Его особенно часто упоминали в качестве мыслителя, оказавшего первостепенное влияние на идеологию британской Консервативной партии и премьер-министра Дэвида Кэмерона: так он был назван «движущей силой», стоящей за важнейшим программой британских консерваторов, известной как «Большое общество». Филлип Блонд продвигает идею гражданского общества в качестве эталонного, в котором высоко ценится общее благо общества, а разрешение многих проблем осуществляется на уровне местных общин. Его идеи соответствуют социально-экономической традиции дистрибутизма: в 2009 году он принял участие в конференции, посвященной дистрибутизму и проходившей в Оксфордском университете (спонсором конференции был G. K. Chesterton Institute for Faith and Culture). Красный торизм Филлипа Блонда нашел своих последователей среди сторонников традиционалистского консерватизма в США (например, журналист Боб Дрэер и экономист Джон Медайль.

## Возрождение в канадской провинциальной политике
В период подъема либертарианской и социально-консервативной Партии шиповника (Wildrose Party) в Альберте в 2010-е годы термин «красный тори» был возрожден для обозначения умеренного крыла Прогрессивно-консервативной партии Альберты, которая набирала политический вес под руководством Эда Стельмаха и Аллисон Рэдфорд. Рэдфорд тесно связана с тори-центристами Джо Кларком и Питер Лохид и выступает против связей лидера Партии шиповника, Дэниэл Смит, с представителями правого крыла тори Ральфом Клейном и Томом Фланаганом.
Многие авторы называли Рэдфорд «красной тори».